# Bretagne (Nantes)
Pour les articles homonymes, voir Bretagne (homonymie).
Bretagne est un micro-quartier de la ville de Nantes, en France, compris dans le quartier du centre-ville. Il tire son nom de la place de Bretagne, qui forme son centre.

## Généralités
À des fins statistiques, l'INSEE subdivise les communes de plus de 10 000 habitants en IRIS, constituant des « micro quartiers », composés d'un ensemble d'îlots contigus et homogènes, regroupant 2 000 habitants ou plus. Dans le cas de Nantes, les 11 quartiers sont ainsi subdivisés en 97 micro-quartiers,. Bretagne est l'un de ces micro-quartiers ; il fait partie du quartier du centre-ville.
Bretagne est limitrophe des micro-quartiers Guist'hau à l'ouest, Graslin-Commerce au sud, Decré-Cathédrale à l'est, et Talensac-Pont Morand et Viarme au nord. En partant de son extrémité nord-est et dans le sens des aiguilles d'une montre, le quartier est délimité par la rue Paul-Bellamy, le cours des 50-Otages, la place de l'Écluse, la rue de Feltre, la rue du Calvaire, la rue La Fayette, la place Aristide-Briand, la rue Alphonse-Gautté, la rue Jean-Jaurès, la place Saint-Similien, la rue Jeanne-d'Arc et le bas de la rue Talensac.
La place de Bretagne, qui occupe à peu-près le centre du quartier, lui donne son nom.

## Transports
Le quartier Bretagne est traversé par la ligne 3 du tramway (arrêts Jean-Jaurès et Bretagne). Il est longé, sur son côté est, par la ligne 2 (arrêts 50 Otages et Place du Cirque).

## Édifices
Parmi les édifices érigés dans le quartier Bretagne :
- Tour Bretagne
- Lycée Jules-Verne